# Magdalena Mondragón
Magdalena Mondragón (Torreón, Coahuila, 14 de julio de 1913 - Ciudad de México, 5 de julio de 1989) fue una periodista, dramaturga y novelista mexicana; la primera mujer en dirigir un periódico en su país. En su honor, la Asociación Nacional de Periodistas Mexicanas creó la Medalla Magdalena Mondragón que condecora a periodistas con una destacada trayectoria ininterrumpida así como personajes de la cultura.

## Biografía
Nació en Torreón, Coahuila. Hija del Dr. Adolfo Mondragón Bouckhart y Delfina Aguirre. 
Cursó la primaria en la Escuela oficial Benito Juárez, en Torreón, y la educación superior en la escuela Nuestra Señora de los Lagos, en San Antonio, Texas. De regreso a su ciudad natal, realizó una carrera comercial –secretaria parlamentaria y contadora privada–, en la escuela Don Teodoro Verástegui.
Ingresó a trabajar como secretaria en el diario El Siglo de Torreón en 1927. En este periódico, años más tarde, comenzó a publicar algunos de sus trabajos en una columna de nombre Sin malicia y en suplementos.
Después se convertiría en corresponsal de diversos diarios en México y Estados Unidos, entre los que se pueden destacar La Opinión de los Ángeles, Excélsior y El Universal.
Al trasladarse a la Ciudad de México de forma permanente en 1935, comenzó su colaboración en el periódico La Prensa en la nota policiaca, convirtiéndose en la primera mujer periodista en ese rubro; colaboró en dicha publicación por treinta años. 
En 1950, asumió la dirección del periódico capitalino La Prensa Gráfica, lo que la convirtió en pionera en este ámbito.
Durante los mismos años, concluyó sus estudios de Maestría en Letras en la Facultad de Filosofía y Letras de la UNAM.
Asimismo, dirigió las publicaciones Sólo para ellas y Boletín Cultural Mexicano. Fue secretaria del Club de Periodistas de México y Presidenta del Taller de Periodistas de América. En 1938 obtuvo el Premio del Ateneo Mexicano de Mujeres; en 1954, el Premio El Nacional; Premio Filomeno Mata en 1974; la Pluma de Oro y Brillantes de la UNAM; y en 1983 el Premio Nacional de Periodismo.
Su obra ha sido interpretada desde el lente feminista, desde el cual se ha celebrado su re-imaginación de símbolos con cargas misóginas como Eva o la sirena en obras de teatro como La sirena que llevaba  el mar o El mundo perdido.

## Obra
- Puede que el otro año: novela de la Laguna (novela, 1937).[7] Temática: Revolución mexicana.[8][9]
- Souvenir (poesía, 1938).[10]
- No debemos morir (teatro, 1940 ).[11]
- Norte Bárbaro (novela, 1944).[12]

- Yo, como pobre (1944)
- Más allá existe la tierra (1947)
- Dos obras de teatro:  Cuando Eva se vuelve Adán y Torbellino (1947)
- El mundo perdido (1987)
- El día no llega (1950)
- La sirena que llevaba el mar: obra en tres actos (1950)
- 2 obras de teatro: La sirena que llevaba el mar. El mundo perdido (1951)
- ¡Porque me da la gana!: alta comedia en cuatro actos (1953)
- Tenemos sed (1954)
- Saludo a la vida (1960)
- Si mis alas nacieran (1960)
- Habla un espía (1962)
- El choque de los justos (1964)
- Mi corazón es la tierra (1967)
- Cuando la revolución se cortó las alas : intento de una biografía del general Francisco J. Múgica  (1967)
- México pelado... ¡pero sabroso! (recopilación / anecdotario, 1973)